# Waitakere City Football Club
Il Waitakere City Football Club è una società di calcio neozelandese, con sede a Waitakere.

## Storia
Fondato nel 1989, in origine aveva sede a Western Springs, ma nel 1991 avvenne una fusione con il Massey AFC, con conseguente spostamento a Waitakere. Di lì a poco si affermò come una delle principali squadre neozelandesi, vincendo il campionato e la coppa nazionale ripetutamente nel corso degli anni '90. Oggi milita nella semi-professionistica Northern League.

## Palmarès

### Competizioni nazionali
- Campionato neozelandese: 5

1990, 1992, 1995, 1996, 1997
- Chatham Cup: 3

1994, 1995, 1996

### Altri piazzamenti
- Campionato neozelandese:

Secondo posto: 1993
- Chatham Cup:

Finalista: 1999, 2004, 2013, 2016